# Conseil de la Marine
Der Conseil de la Marine war eine französische Institution unter dem Ancien Régime, der während der Régence durch die Verordnung vom 3. November 1715 geschaffen wurde und als Kollegium den Secrétaire d’État de la Marine ersetzen sollte. Den Vorsitz führte bei seiner Gründung der Graf von Toulouse. Der Rat wurde 1723 wieder aufgehoben, nachdem das Staatssekretariat bereits 1718 mit Joseph Fleuriau d‘Armenonville erneuert worden war, dem 1722 dessen Sohn Charles-Jean-Baptiste Fleuriau de Morville folgte.
Während seines achtjährigen Bestehens haben seine Mitglieder zu folgenden Themen gearbeitet: Commerce du Levant, Commerce du Ponant, Fonds und Offiziere, Ausland, Kolonien, Galeeren, Invaliden, Festungen usw. Die Arbeit wurde in 56 Bänden aufgezeichnet, die Teil des Archivs der Marine sind.
Ein zweiter Conseil de la Marine wurde im Rahmen des Ersten Kaiserreichs durch kaiserliches Dekret vom 22. Juli 1806 geschaffen, um das Verhalten hochrangiger Offiziere und Kommandeure auf See zu untersuchen.

## Mitglieder
- Louis-Alexandre de Bourbon, comte de Toulouse (1678–1737), Chef du Conseil als Admiral von Frankreich[2][3]
- Victor-Marie d’Estrées (1660–1737), Vize-Admiral der Flotte du Ponant[2][4][3], Président du Conseil
- René de Froulay de Tessé (1648–1725), Marschall von Frankreich, Général des Galères de France[2][4][3]
- Jean Philippe François d’Orléans (1702–1748), genannt le Chevalier d’Orléans, Grand Prieur de France, 1718 General der französischen Galeeren des Malteserordens[3]
- Alain Emmanuel de Coëtlogon (1646–1730), Lieutenant général des armées navales, 1730 Marschall von Frankreich, Vize-Admiral der Flotte du Levant[2][3]
- Gabriel Claude de Villers, Marquis d’O (1654–1728), Lieutenant général des armées navales[2]
- Claude François Bidal d’Asfeld (1665–1743), 1734 Marschall von Frankreich[3]
- Antoine Bochard de Champigny (um 1650–1720), Chef d’Escadre, Lieutenant-général des Armées navales[4][3]
- Claude Elisée de Court de La Bruyère (1666–1752), Chef d’Escadre, 1750 Vize-Admiral[3]
- François d’Usson de Bonrepaus (1654–1719), Intendant général des Armées navales et de la Marine[2][4]
- Julien Louis Bidé de La Grandville (1688–1760), Maître des requêtes, Intendant von Flandern[2][3]
- Jean-Louis Girardin de Vauvré (1647–1724), Intendant de la Marine in Toulon[2][4][3]
- François Antoine Ferrand (1657–1731), Intendant von Bretagne[4]
- Henri Besset de La Chapelle (1669–1748), Secrétare du Conseil[3]